# 托馬斯和羅絲瑪麗·烏瓦的死亡
托馬斯·烏瓦（Thomas Uva）和羅絲瑪麗·烏瓦（Rosemarie Uva）是來自美國紐約皇后區臭氧公園的一對夫妻以及罪犯。

## 生平
1992年5月，28歲的托馬斯·烏瓦於出獄。他和他的31歲妻子開始搶劫由甘比諾犯罪家族和博南諾犯罪家族擁有的黑手黨社交俱樂部。結果黑手黨家族發出一份「公開契約」要殺死這對夫婦。
在1992年聖誕節前夕的早晨，兩人決定開車出去購物。當他們到達Woodhaven大街與第103大首的交叉口時，據稱是甘比諾犯罪家族角頭的多米尼克·皮佐尼亞朝這對夫婦的頭部開槍。
他們的屍體後來被發現。受害者和殺手都住在同一街區。也有人猜測是博南諾犯罪家族的士兵Anthony Donato和文森特·巴夏諾將這對夫婦殺死。
2007年5月11日，多米尼克·皮佐尼亞因謀殺這對夫婦而被判有罪，但聯邦陪審認為證據不足。前博南諾犯罪家族的小老闆薩瓦托·維塔勒說，他和約瑟夫·馬西諾兩人與小約翰·高蒂交談時，高蒂告訴他們：「我們會處理好的」。多年以來，調查人員一直懷疑高蒂及其幫派的成員與這次謀殺有關，但從未被起訴，而且高蒂否認他有參與過謀殺。
他們的故事被改編成電影《搶劫暴徒》和《B咖流氓》。

## 外部連結
- Christmas Eve Murder Article （页面存档备份，存于）
- Quick Article （页面存档备份，存于）